# Данијел Вивијан
Данијел Вивијан Морено (шп. Daniel Vivian Moreno; Виторија, 5. јул 1999) шпански је фудбалер који тренутно наступа за Атлетик Билбао. Игра на позицији одбрамбеног играча.

## Успеси
Атлетик Билбао
- Куп Шпаније (1) : 2023/24,[4]
- Суперкуп Шпаније: (финале: 2021/22)[5]

 Шпанија
- Европско првенство (1):  2024.[6]